# Canton d'Accous
Le canton d'Accous est une ancienne division administrative française, située dans le département des Pyrénées-Atlantiques et la région Aquitaine.

## Composition
Le canton regroupe 13 communes:
- Accous
- Aydius
- Bedous
- Borce
- Cette-Eygun
- Escot
- Etsaut
- Lées-Athas
- Lescun
- Lourdios-Ichère
- Osse-en-Aspe
- Sarrance
- Urdos

## Histoire
- De 1833 à 1848, les cantons d'Accous et d'Aramits avaient le même conseiller général. Le nombre de conseillers généraux était limité à 30 par département[1].

## Représentation

### Conseillers généraux de 1833 à 2015
| Période                | Identité                           | Parti                  | Qualité |
| ---------------------- | ---------------------------------- | ---------------------- | --- |
| 1833-1848              | Joseph de Guirail (1794-1882)      | Carliste               | Juge au Tribunal de première instance d'Oloron |
| 1848-1852              | Henri Sarraillé                    | Républicain            | Médecin - Maire de Bedous |
| 1852-1871              | Ulysse Servat-Barberen (1827-1904) |                        | Négociant Procureur Impérial à Saint-Palais puis Président du Tribunal civil d'Oloron-Sainte-Marie Maire de Bedous                                 |
| 1871-1877              | Henri Sarraillé                    | Républicain            | Médecin - Maire de Bedous |
| 1877-1883              | Jean-Baptiste Larricq (1833-1899)  | Droite                 | Médecin, propriétaire à Bedous |
| 1883-1900 (décès)      | Henri Sarraillé                    | Républicain            | Maire de Bedous |
| 1900-1907              | Pierre Servat-Barberen (1859-1935) | Républicain            | Avocat à Oloron |
| 1907-1919              | Joseph Carles                      |                        | Maire de Bedous |
| 1919-1937              | Henri Lillaz                       | Rad. ind.              | Avocat - Député (1928-1936) Sous-secrétaire d'État (1930)                                                                                          |
| 1937-1940 et 1945-1958 | Pierre Sarthou (1879-1963)         | Rad.                   | Employé de bureau Maire d'Osse-en-Aspe (1908-1963)                                                                                                 |
| 1958-1976              | Roger Lernout (1908-2004)          | Centriste              | Docteur en médecine à Bedous Président du SIVOM du Canton d'Accous                                                                                 |
| 1976-1982              | Robert Balangué (1933-2005)        | PS                     | Maire de Bedous (1968-2001) |
| 1982-2015              | Jean Lassalle                      | SE puis UDF puis MoDem | Technicien agricole Maire de Lourdios-Ichère (1977-2017) Suppléant du député Michel Inchauspé (1988-2002) - Député (2002-2020) Conseiller régional |

### Conseillers d'arrondissement (de 1833 à 1940)
| Période                                  | Période      | Identité                       | Étiquette   | Qualité |
| ---------------------------------------- | ------------ | ------------------------------ | ----------- | --- |
| 1833                                     | 1836         | Jean Sylvestre Danglade        |             | Notaire à Oloron                                                                                            |
| 1836                                     | 1848         | M. Bouderon                    |             | Propriétaire à Oloron                                                                                       |
|                                          |              |                                |             | |
| 1886                                     | 1890 (décès) | Célestin Lacoarret (1832-1890) | Républicain | Médecin, maire d 'Accous                                                                                    |
|                                          |              |                                |             | |
| 1898                                     |              | Charles Fox                    | Radical     | Notaire à Bedous, maire d'Accous                                                                            |
|                                          |              |                                |             | |
| 1919                                     | 1934         | Jean Larré                     | Républicain | Entrepreneur de travaux publics à Accous                                                                    |
| 1934                                     | 1940         | Félix Larricq                  | Républicain | Médecin, propriétaire, maire de Bedous                                                                      |
| 1940                                     |              |                                |             | Les conseils d'arrondissement ont été suspendus par la loi du 12 octobre 1940 et n'ont jamais été réactivés |
| Les données manquantes sont à compléter. |              |                                |             | |

## Démographie
| 1962  | 1968  | 1975  | 1982  | 1990  | 1999  | 2006  | 2011  | 2012  |
| ----- | ----- | ----- | ----- | ----- | ----- | ----- | ----- | ----- |
| 4 194 | 3 432 | 3 150 | 2 813 | 2 833 | 2 831 | 2 763 | 2 747 | 2 787 |